# Deppea
Deppea är ett släkte av måreväxter. Deppea ingår i familjen måreväxter.

## Dottertaxa tillDeppea, i alfabetisk ordning[1]
- Deppea amaranthina
- Deppea anisophylla
- Deppea arachnipoda
- Deppea blumenaviensis
- Deppea cornifolia
- Deppea ehrenbergii
- Deppea erythrorhiza
- Deppea foliosa
- Deppea grandiflora
- Deppea guerrerensis
- Deppea hamelioides
- Deppea hernandezii
- Deppea hintonii
- Deppea inaequalis
- Deppea keniae
- Deppea longifolia
- Deppea martinez-calderonii
- Deppea microphylla
- Deppea nitida
- Deppea oaxacana
- Deppea obtusiflora
- Deppea pauciflora
- Deppea pubescens
- Deppea purpurascens
- Deppea purpusii
- Deppea rubrinervis
- Deppea rupicola
- Deppea serboi
- Deppea sousae
- Deppea tenuiflora
- Deppea tubaeana
- Deppea umbellata